# Enyalius iheringii
Enyalius iheringii är en ödleart som beskrevs av  George Albert Boulenger 1885. Enyalius iheringii ingår i släktet Enyalius och familjen Polychrotidae. Inga underarter finns listade i Catalogue of Life.